# استراتژی (آلبوم چندآهنگه)
استراتژی (انگلیسی: Strategy) چهاردهمین آلبوم چندآهنگه (ئی‌پی) از گروه دخترانهٔ کره‌ای توایس است که در ۶ دسامبر ۲۰۲۴ از طریق جی‌وای‌پی انترتینمنت و ریپابلیک رکوردز منتشر شد. این آلبوم چندآهنگه شامل هفت قطعه است، از جمله چهارمین تک‌آهنگ انگلیسی‌زبان گروه با عنوان «استراتژی» که با حضور رپر آمریکایی، مگان د استالین است. این آلبوم ترکیبی از سبک‌های الکتروپاپ، آراندبی و پاپ سرزندهٔ مخصوص توایس است و از صداهای الهام‌گرفته از دههٔ ۱۹۸۰ و فضای وای‌توکِی (Y2K) بهره می‌برد. استراتژی در رتبهٔ نخست جدول آلبوم‌های سرکل کره جنوبی و رتبهٔ چهارم جدول بیلبورد ۲۰۰ ایالات متحده قرار گرفت.

## پیش‌زمینه
در سال ۲۰۲۴، گروه توایس سیزدهمین آلبوم چندآهنگهٔ کره‌ای خود با نام With You-th را در ۲۳ فوریه منتشر کرد. این آلبوم نخستین اثر آن‌ها بود که به رتبهٔ اول جدول بیلبورد ۲۰۰ ایالات متحده دست یافت. آن‌ها سپس پنجمین آلبوم استودیویی ژاپنی خود با عنوان دایو را در ۱۷ ژوئیه منتشر کردند.
در ۲۰ اکتبر ۲۰۲۴، توایس به مناسبت نهمین سالگرد فعالیت خود، یک گردهمایی ویژه با عنوان Home 9round برگزار کرد. آن‌ها در این رویداد قطعهٔ منتشرنشده‌ای با نام «Sweetest Obsession» را اجرا کرده و از چهاردهمین آلبوم چندآهنگهٔ خود با عنوان استراتژی رونمایی کردند که قرار بود در ۶ دسامبر منتشر شود.
در ۲۵ اکتبر، توایس در ریمیکس قطعهٔ «ماموشی» از رپر آمریکایی مگان د استالین حضور یافتند. این قطعه در نسخهٔ لوکس آلبوم سوم او به نام Megan: Act II منتشر شد. در ادامه اعلام شد که مگان د استالین در قطعهٔ اصلی آلبوم چندآهنگهٔ استراتژی با همین عنوان حضور خواهد داشت. در ۲۱ نوامبر، توایس در برنامهٔ آمازون میوزیک لایو به اجرای زنده پرداخت و پیش‌نمایشی کوتاه از قطعهٔ «استراتژی» را ارائه دادند.

## گواهی‌نامه‌ها
| منطقه                             | گواهی       | واحد گواهی‌شده/فروش |
| --------------------------------- | ----------- | ------------------ |
| کره جنوبی (گائون)                 | ۳× Platinum | ۷۵۰٬۰۰۰^           |
| ^ رقم توزیع تنها بر پایهٔ گواهی‌ها. |             |                    |